# Dice (série télévisée)
Pour les articles homonymes, voir Dice.
Dice est une sitcom américaine en treize épisodes de 22 minutes créée par Scot Armstrong et diffusée entre le 10 avril 2016 et le 8 octobre 2017 sur Showtime et en simultané sur The Movie Network au Canada.
Cette série est inédite dans tous les pays francophones[Information douteuse].

## Synopsis
Dice, comique de stand-up des années 1990 essaye de relancer sa carrière à Las Vegas mais passe plus de temps dans les casinos que sur scène.

## Distribution

### Acteurs principaux
- Andrew Dice Clay (en) (VF : Frédéric Souterelle) : lui-même
- Natasha Leggero (en) : Carmen, petite amie de Dice
- Brad Morris (VF : Laurent Mantel) : Brett Brione
- Kevin Corrigan (VF : Fabien Briche) : « Milkshake », ami de Dice

### Acteurs récurrents
- Dillon Scott (VF : Martin Faliu) : Dillon
- Lorraine Bracco (VF : Isabelle Leprince) : Toni (épisode "Alimony")[3]

### Guest Stars
- Adrien Brody (VF : Jean-Marco Montalto) : lui-même (épisode "Ego")[3]
- Criss Angel (VF : Sylvain Agaësse) : lui-même (épisode "Prestige")
- Michael Rapaport : Bobby "the mooch" (épisode "Six Grand")

## Production
Le 20 mars 2015, Showtime commande une première saison de six épisodes.
Le premier épisode a été diffusé gratuitement dès le 1er avril 2016 sur différentes plateformes de streaming telles que Amazon, Apple, YouTube, Hulu, Roku et PlayStation Vue. Les six épisodes de la première saison seront disponibles dès le 10 avril 2016 sur la plateforme de streaming de la chaine afin de profiter de la mode du binge watching.
Le 22 septembre 2016, Showtime a renouvelé la série pour la deuxième saison de sept épisodes.
Le 30 janvier 2018, la série est annulée.

## Épisodes

### Première saison (2016)
Cette saison est composée de six épisodes.
1. Elvis
2. Ego
3. Prestige
4. Alimony
5. Sal Maldonado
6. Six Grand

### Deuxième saison (2017)
Elle a été diffusée à partir du 20 août 2017.
1. It's a Miserable Life
2. Big Fan
3. No Bullshit
4. The Twelve
5. The Old Man
6. Fingerless
7. The Trial

### Réception critique
La première saison est accueillie de façon très mitigée par la critique. L'agrégateur de critiques Metacritic lui accorde une note de 56 sur 100, basée sur la moyenne de 14 critiques.
Sur le site Rotten Tomatoes, elle obtient une note moyenne de 38 %, sur la base de 13 critiques.
Pierre Langlais pour Télérama qualifie la série de « comédie rarement drôle mais pas désagréable » qui surfe sur la mode des "héros d'autofiction" tels que Louie, Episodes ou Maron.